# Cultura de Cortaillod
La cultura de Cortalloid (4500 - 3350 aC segons estudis de dendrocronologia) és una cultura del Neolític suís caracteritzada pels nuclis habitats amb palafits lacustres. La seva ceràmica, influïda pels estils europeus meridionals, conté gerres de fons pla i coll en S amb escassa decoració. S'han trobat exemples d'ascles de làmines llargues que proven contacte comercial regular amb altres pobles, atesa la mala qualitat del sílex local. Aquestes eines alternen amb el treball en os de diversos animals i en banya de cérvol. Abunden els estris de pesca de diversa mena de diferents èpoques.